# Viktor Putjatin
Viktor Pavlovič Putjatin (in russo Виктор Павлович Путятин?, in ucraino Віктор Павлович Путятін?, Viktor Pavlovyč Putjatin; Kharkov, 12 settembre 1941 – 2 novembre 2021) è stato uno schermidore sovietico, vincitore di due medaglie d'argento nella scherma ai giochi olimpici.